# 杨嘉·格桑图旦夏珠
杨嘉·格桑图旦夏珠（1931年—）原俗名“双喜福”，土族人，青海省民和回族土族自治县中川乡杨家庄人，第三世杨嘉活佛。

## 生平
1931年，生于民和回族土族自治县三川一个土族家庭。3岁被认定为第二世杨嘉活佛的转世灵童。6岁坐床，取名“格桑图旦夏珠”，正式继任为第三世杨嘉活佛。
1951年任中川文家寺法台，1955年任塔尔寺曼巴扎仓法台，1958年在平叛扩大化中蒙冤入狱，1979年平反，恢复塔尔寺曼巴扎仓法台职务。入狱期间，他学会了建筑技术，后来成为青海省唯一一位获得古建筑工程师资格的活佛。平反后，他曾担任塔尔寺民主管理委员会委员、湟中县政协委员、青海省佛教协会理事、中国藏语系高级佛学院副处级教研员等职务。1987年经中华人民共和国国务院批准，调到北京协助十世班禅筹建中国藏语系高级佛学院。在北京的中国藏语系高级佛学院任职期间，负责学院的搬迁、校舍建设、活佛登记招生、学员管理的工作，获有关部门肯定。
十世班禅圆寂后，杨嘉活佛在北京主持了圆寂法会。此后他在中国藏语系高级佛学院工作一段时间之后回到塔尔寺。1992年时，他和西纳活佛都是塔尔寺民管会副主任。王惕在文中说：
还有两位活佛，一位是杨嘉活佛，一位是西纳活佛，都是寺管会的副主任，因为我常常去寺管会谈工作，便也常常见到他们。他们参与寺庙的管理，主持宗教活动，尤其是被称作“火供”的活动，他们在法座上一坐就是四个小时（后面有详述）真是非常辛苦，不过因为这种活动是为了众生祈祷吉祥幸福，所以他们十分认真和虔诚，自始至终一丝不苟。除了很多佛事，他们有时主持对僧人的学习成绩的考核，有时又要过问寺庙的修缮和整顿，乃至塔尔寺艺术三绝的实践活动，总之，在寺主外出开会或在家时，他们都有很好的分工合作。
1992年12月5日，中华人民共和国国务院副总理田纪云一行到塔尔寺视察。塔尔寺的阿嘉活佛、西纳活佛、杨嘉活佛、夏格日活佛向田纪云副总理献哈达，阿嘉活佛汇报了塔尔寺以寺养寺、文物保护方面的工作，青海省副省长蔡竹林就塔尔寺自办养寺企业进行了说明。